# George O’Grady
George Edward O’Grady (* 8. Juni 1892 in Montreal, Québec; † 25. Juli 1974 in Vancouver, British Columbia) war ein kanadischer Eishockeyspieler, der während seiner aktiven Karriere zwischen 1911 und 1917 unter anderem für die Montreal Wanderers in der National Hockey League auf der Position des Verteidigers spielte.

## Karriere
O’Grady spielte zunächst bis 1913 für die Montreal Garnets, ehe er sich den Montreal Wanderers aus der National Hockey Association anschloss. Diesen blieb er für drei Jahre bis 1916 treu. Nachdem der Verteidiger die Saison 1916/17 bei den Montreal Stars verbracht hatte, holten ihn die Wanderers zum Start der National Hockey League zur Saison 1917/18 in ihren Kader zurück. Dort bestritt er vier Spiele für das Team, das alsbald den Spielbetrieb einstellen musste, da ihre Spielstätte einem Brand zum Opfer gefallen war. O’Grady beendete daraufhin seine Karriere.